# Zobel (Panzerfahrzeug)
Der Panzerspähwagen Zobel (4×4) war die Projektstudie eines neuen Spähfahrzeuges für die Panzeraufklärer der Bundeswehr im Jahr 1989. Es wurde nur ein Prototyp gebaut, welcher als Entwicklungsbasis für den Spähwagen Fennek und den ATF Dingo diente. Das Fahrzeug ist heute in der Wehrtechnischen Studiensammlung in Koblenz ausgestellt.

## Geschichte
Im Jahr 1985 erstellte die Bundeswehr einen Anforderungsprofil für ein leichtes, gepanzertes und hochmobiles Aufklärungsfahrzeug. Zu dieser Ausschreibung wurden zwei Fahrzeuge erprobt. Das eine Fahrzeug war der Panhard VBL und das andere eine deutsche Entwicklung des Unternehmens GST. Die Vorgaben waren Schwimmfähigkeit, Geschwindigkeit über 100 km/h, 3 Mann Besatzung und Lufttransportfähigkeit durch ein verhältnismäßig geringes Gewicht von etwa 5 t. Ab ca. 1989 erfolgte die Erprobung des Fahrzeuges.
Aufgrund des Zerfalls des Ostblocks zu Beginn der 1990er-Jahre wurde eine Beschaffung nicht mehr in Betracht gezogen. Die Erkenntnisse aus der Entwicklung wurden jedoch in den Folgeprojekten, wie dem Spähwagen Fennek, verwendet.

## Technische Beschreibung
Der Zobel von GST ist als Allradfahrzeug mit 4×4-Antrieb ausgeführt. Ein Daimler-Benz-OM-603-Motor leistete 143 PS, mit denen eine maximale Geschwindigkeit von 125 km/h erreicht werden konnte.
Die Fahrzeugwanne ist schwimmfähig und in einem Gestängerahmen am Fahrzeugbug sind zwei Propeller zum Antrieb im Wasser montiert. Die Silhouette des Fahrzeuges ist mit 1,83 m extrem niedrig ausgeführt.